# Michal Jordán
Michal Jordán, född 17 juli 1990, är en tjeckisk professionell ishockeyspelare som spelar för Carolina Hurricanes i NHL.
Han draftades i fjärde rundan i 2008 års draft av Carolina Hurricanes som 105:e spelare totalt.